# マルチパラダイムプログラミング言語
マルチパラダイムプログラミング言語 (マルチパラダイムプログラミングげんご、multiparadigm programming language)は、複数のプログラミングパラダイムに対応するプログラミング言語の総称である。「1つのプログラムは複数のプログラミングパラダイムを使う」とビャーネ・ストロヴストルップは述べている。マルチパラダイムプログラミング言語の設計目標は、問題解決に当たって最良の道具になることである。たとえばOzでは、論理型、関数型、オブジェクト指向、データフローコンカレントなど、多数のパラダイムを内包している。Ozは10年かけて従来のプログラミングパラダイムが調和するよう設計されたのである。